# Pseudonapomyza ruiruensis
Pseudonapomyza ruiruensis este o specie de muște din genul Pseudonapomyza, familia Agromyzidae, descrisă de Spencer în anul 1985.
Este endemică în Kenya. Conform Catalogue of Life specia Pseudonapomyza ruiruensis nu are subspecii cunoscute.